# Weissia tenuis
Weissia tenuis là một loài rêu trong họ Pottiaceae. Loài này được (Schrad. ex Hedw.) Müll. Hal. mô tả khoa học đầu tiên năm 1849.